# Mujer con periquito
Mujer con periquito (en francés: La femme à la perruche) es una pintura de Pierre-Auguste Renoir de 1871. Se encuentra entre las propiedades del Museo Solomon R. Guggenheim en Nueva York formando parte de la colección Thannhauser. La pintura retrata a la modelo Lise Tréhot, quién posó para Renoir en veinte pinturas durante los años 1866 a 1872.

## Contexto

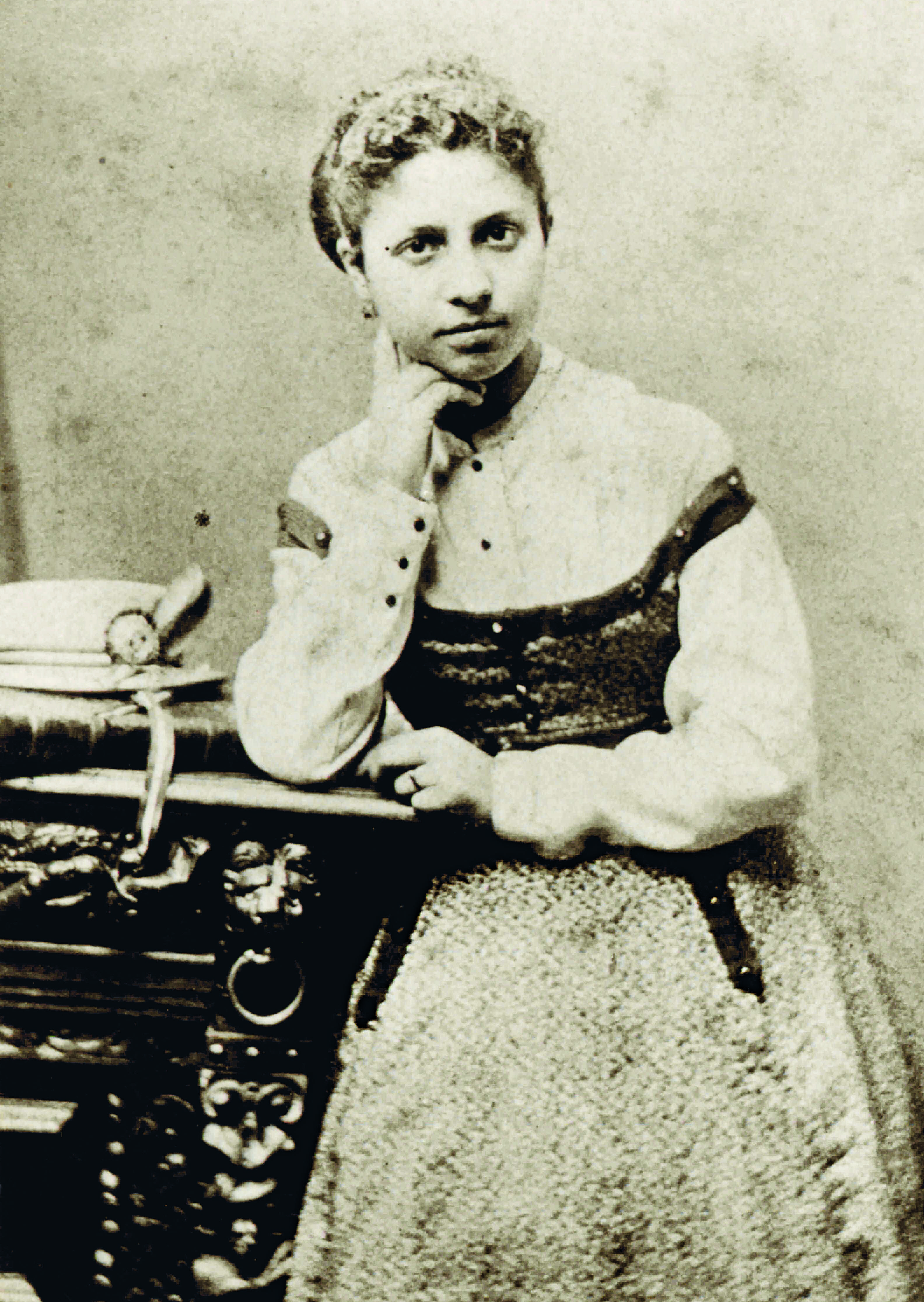
Lise Tréhot, modelo para Mujer con periquito, en 1864.

Aunque la fecha de su creación ha sido tema de debate, ahora se está de acuerdo que la Mujer con periquito fue pintada por Renoir al regreso de su servicio en la Guerra franco-prusiana, y probablemente después de los acontecimientos de la Comuna de París en 1871. Publicaciones anteriores la databan hacia 1865. En 1912, en una carta a Joseph Durand-Ruel, Renoir identificó la pintura como una imagen de Lise Tréhot creada "a más tardar en 1871."
El cuadro Mujer con periquito nunca fue exhibido en el Salón de París. En 1871, el año en que fue pintado no se celebró la exposición anual en el Salón debido a la Guerra franco-prusiana. En 1872, Renoir presentó Interior de harén en Montmartre (Parisinas vestidas como argelinas) que fue rechazada.

## Tema

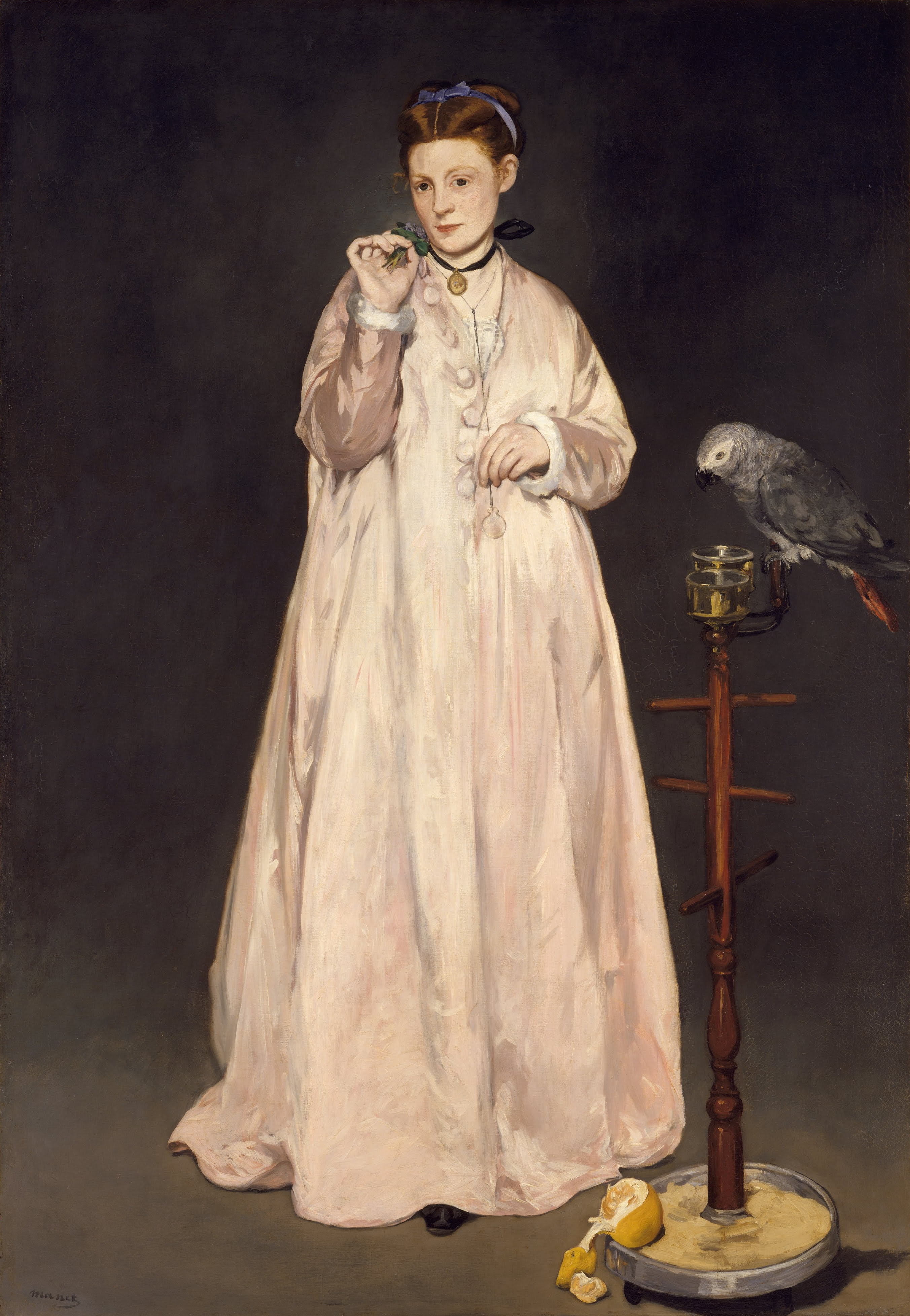
Édouard Manet, Joven dama en 1866, una pintura contemporánea de tema similar.

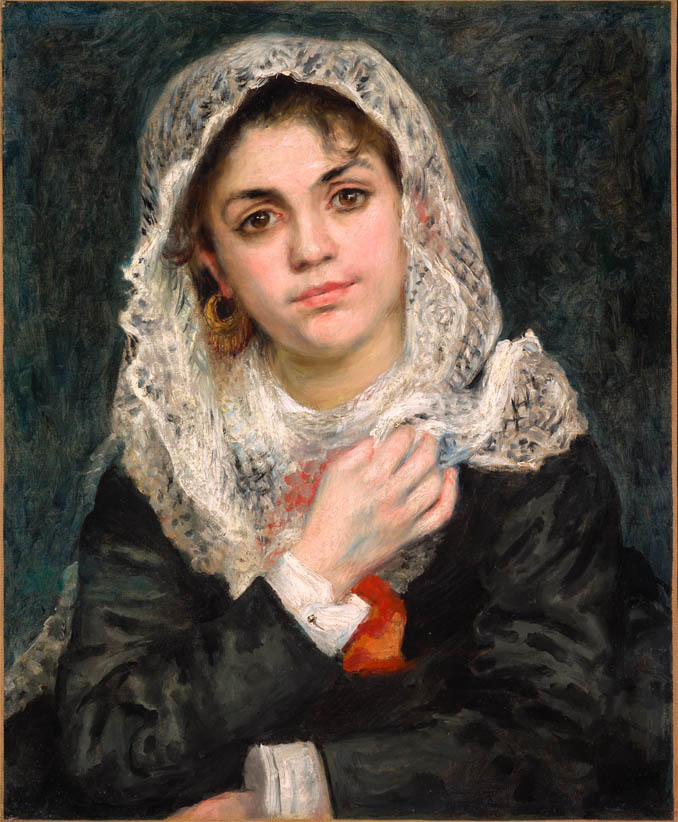
Pierre-Auguste Renoir Lise con un mantón blanco, otro retrato de Tréhot en que probablemente lleva el mismo vestido.

La mujer con periquito fue una de las últimas pinturas de Renoir mostrando a su compañera sentimental Lise Tréhot antes de que la modelo terminara su relación con Renoir y se casara con el arquitecto Georges Brière de L'Isle. El vestido de tafetán negro con puños blancos y un fajín rojo probablemente es el mismo que el de Lise con un mantón blanco. La habitación descrita en la pintura muestra un diseño interior típico de la Tercera República, caracterizado por colores oscuros y plantas.
Durante la historia del arte occidental, numerosas imágenes de mujeres con pájaros han puesto de relieve la intimidad y vínculo emocional entre humano y animal. El tema de una mujer con un loro o un periquito fue particularmente común en pinturas de la época victoriana. En muchos casos, esta imaginería es de naturaleza simbólica, representando a una mujer vana o coqueta, o implican connotaciones eróticas que relacionan el ave con la mujer en una jaula de oro. El tema había aparecido anteriormente en trabajos de los artistas Gustave Courbet y Édouard Manet.
En Mujer con periquito, aun así, la analogía entre la mujer y su pájaro mascota está relativamente subestimada. El rico pero sofocante interior restringe el espacio de la modelo, igual que el periquito cuando está limitado en su jaula dorada. El vestido con elaborado polisón de la modelo, combina mediante sus toques rojos con las brillantes plumas del ave. El periquito también podría ser caracterizado cumpliendo la función tradicional de confidente de la mujer. A diferencia de los otros artistas, Renoir coloca su escena en un entorno burgués realista contemporáneo y la mujer es modesta en su apariencia y vestimenta.
Este trabajo está considerado una obra temprana del Impresionismo, por las amplias pinceladas sueltas.

## Procedencia
Desde 1978, la Mujer con periquito permanece en la colección del Museo Solomon R. Guggenheim y ha estado en una vista semi permanente en la Galería Thannhauser del museo. La pintura fue donada a la institución por el coleccionista-marchante Justin K. Thannhauser. Ambroise Vollard, un comerciante de arte y amigo personal de Renoir, probablemente fue el primer poseedor de la pintura. Después de una sucesión de propietarios posteriores, la Mujer con periquito fue adquirida por la Galería Thannhauser (propiedad de Justin K. Thannhauser) en 1927.